# Cerro El Baúl
De Cerro El Baúl, ook bekend als El Baúl, is een lavakoepel in het departement Quetzaltenango in Guatemala. De berg ligt aan de zuidoostzijde tegen de stad Quetzaltenango aan en is ongeveer 2650 meter hoog.
De berg is begroeid met bos en geeft uitzicht over de vallei van de stad. Het is een van de laatste nog overgebleven groene gebieden van de stad.
De lavakoepel ligt ongeveer vier kilometer ten noorden van de vulkaan Almolonga. Ongeveer tien kilometer naar het zuidwesten ligt de vulkaan Santa María en ongeveer tien kilometer naar het westen de vulkaan Siete Orejas.
Cerro El Baúl heeft een oppervlakte van 2,4 vierkante kilometer en werd in 1955 uitgeroepen tot nationaal park. Het park wordt ernstig bedreigd door de illegale kap van bomen en de oprukkende verstedelijking over de grenzen van het park.